# Fate/Requiem
『Fate/Requiem』（フェイト/レクイエム）は、TYPE-MOON作のビジュアルノベルゲーム『Fate/stay night』のスピンオフライトノベル。著者は星空めてお、イラストはNOCO。TYPE-MOON BOOKSより刊行。既刊2巻。
2019年10月には、水瀬いのりがナレーションを務めるテレビCMが放送された。

## ストーリー
どこかの世界線で起きた聖杯戦争が終わった後の話。
誰も彼もが聖杯を持ち、運命の示すサーヴァントを召喚することが当たり前の世界でただ一人、聖杯を持たない少女は世界で最後に召喚されたサーヴァントと出会う。

## 登場人物
担当声優はゲーム『Fate/Grand Order』での配役。

### 主要人物
宇津見 エリセ（うつみ エリセ）
声 - 鬼頭明里
本作の主人公。本作の世界においてただ一人聖杯を持たない少女。父は人間、母は英霊という特殊な出自を持つ。
サーヴァントを殺す「死神」として恐れられている。前述の出自などから生まれつき悪霊に憑かれやすい体質で、それらは身体からにじみ出る泥水として表現されている。
『FGO』では自身が準サーヴァントとして実装される。(クラスはランサー(通常時)/アヴェンジャー(水着時))

プラン / ボイジャー
声 - 井口裕香
世界で最後に召喚されたサーヴァント。名前はエリセが仮につけたもので「星の王子さま」のフランス語原題を略したものである。
真名は自身のクラスと同じボイジャー。1977年に打ち上げられ、刊行時も稼働を続けているNASAの無人宇宙探査機。
『FGO』ではボイジャークラスではなくフォーリナークラスで実装される。

カリン
エリセの友人。両親がサーヴァント召喚に否定的であり、現在家出中。

鬼女紅葉（きじょ こうよう）/ バーサーカー
声 - 日笠陽子
カリンのサーヴァント。恐竜の姿をした巨大なサーヴァント。言葉を話すことができないが、マスターのカリンとは意思疎通が可能。

コハル・F・ライデンフロース
娯楽として昇華された聖杯戦争におけるスター選手。ライデンフロース家が製造した少女型ホムンクルスであり、ギャラハッド〔オルタ〕のマスター。

ギャラハッド〔オルタ〕/ セイバー
コハルのサーヴァント。ギャラハッドが「最も聖なる騎士」の称号を捨て反転（オルタ化）して召喚された姿。

### エリセの関連者
真鶴チトセ（まなづる チトセ）
エリセの祖母。過去の聖杯戦争に参加し勝者となった魔術師。
セーラー服を着ており、見た目は少女の姿をしている。
ルキウス・ロンギヌス / ランサー
チトセのサーヴァント。
チェーザレ・ボルジア、ルクレツィア・ボルジア
二人で一騎のアサシンのサーヴァント。高級ホテルを経営する傍ら情報屋を営む。
カレンシリーズ
都市を統括するAI。過去に実在した人物をもとにしており、複数のAIが同じ姿をしている。
AIごとに服装や性格などで個性が分かれており、秋葉原を統括する最上位AI「カレン・フジムラ」は、エリセに「死神」の仕事を依頼する立場にある。エリセからは先生と呼ばれ慕われている。

### その他の人物
アハシェロス
第1巻冒頭でエリセが護衛していた人物。さまよえるユダヤ人。
"船長"
アハシェロスのサーヴァント。クラスは不明。真名はさまよえるオランダ人。
ンザンビ / キャスター
秋葉原のコロシアムに乱入したサーヴァント。クラスはキャスターだが呪術師（ソーサラー）を自称する。
ルイ17世 / アヴェンジャー
名前のみの登場。天使のような雰囲気と内面にどす黒い闇を抱えている少年のサーヴァントで、史実ではマリー・アントワネットの次男。
エリセが過去に請けた仕事の中で出会った。裏切られたあげくマスターもろとも大きな惨劇を引き起こしたという。

## 既刊一覧
- 『Fate/Requiem』
  1. 「星巡る少年」（2018年12月31日発売）
  2. 「懐想都市新宿」（2020年6月12日発売）

## 他媒体展開

### ゲーム
Fate/Grand Order
iOS・Android用アプリゲーム。
2020年5月にコラボイベントが開催され、本作のキャラクターがゲーム内に登場した。